# Doratoxylon
Doratoxylon es un género con siete especies de plantas de flores perteneciente a la familia Sapindaceae. 

## Especies seleccionadas
- Doratoxylon alatum
- Doratoxylon apetalum
- Doratoxylon chouxii
- Doratoxylon diversifolia
- Doratoxylon littorale
- Doratoxylon mauritanum
- Doratoxylon stipulatum